# الکساندرا می
الکساندرا می (انگلیسی: Alexandra Mey؛ زادهٔ ۲۲ اکتبر ۱۹۹۲) بازیگر، خوانندگی، مدل، تهیه‌کننده اهل ونزوئلا است.